# 鳥羽南・白木インターチェンジ
鳥羽南・白木インターチェンジ（とばみなみ・しらきインターチェンジ）は、三重県鳥羽市の第二伊勢道路にあるインターチェンジである。伊勢神宮式年遷宮に合わせる形で2013年9月14日に供用開始された。

## 接続する道路
- 国道167号

## 隣
第二伊勢道路
鳥羽南・白木IC - 松下JCT

## 周辺
- 近鉄志摩線白木駅
- 丸又鉱業株式会社
- 鳥羽志勢クリーンセンター